# Diospyros hirsuta
Diospyros hirsuta är en tvåhjärtbladig växtart som beskrevs av Carl von Linné d.y.. Diospyros hirsuta ingår i släktet Diospyros och familjen Ebenaceae. Inga underarter finns listade i Catalogue of Life.